# Alexandra Pretorius
Pour les articles homonymes, voir Pretorius.
Alexandra Pretorius, née le 5 janvier 1996 est une sauteuse à ski canadienne. Elle fait partie du club « Altius Nordic » de Calgary.
Alexandra Pretorius se fait remarquer en 2012 pour inaugurer le palmarès du tout premier Grand-Prix féminin, lors de sa première participation à une compétition de ce niveau au cours de sa première saison internationale.
Elle annonce en octobre 2014 qu'elle arrête sa carrière de sauteuse.

## Parcours sportif

### Premiers podiums
Alexandra Pretorius fait son entrée en compétition internationale les 1er et 3 janvier 2012 lors de concours « FIS » sur le tremplin HS 95 de Calgary avec de modestes résultats : son saut le plus long est de 60 mètres, alors que la gagnante Sarah Hendrickson atteint les 90 mètres,.
À l'été 2012, elle participe à deux nouvelles épreuves « FIS » sur le tremplin Alpenarena HS 98 de Villach : elle monte sur le podium les  deux fois, troisième derrière Ema Klinec et Irina Avvakumova le 14 juillet, et deuxième derrière Sabrina Windmüller le 15.
Alexandra Pretorius poursuit cette saison estivale à Courchevel sur le tremplin du Praz HS 96, où est organisé le tout premier Grand Prix par équipe mixte le 14 août, puis le tout premier Grand Prix féminin le 15 août 2012. Dès les entraînements elle se place parmi les meilleures sauteuses, faisant même jeu égal avec Sara Takanashi en tête du deuxième saut d'entraînement. L'équipe du Canada, composée également de Atsuko Tanaka, Matthew Rowley et MacKenzie Boyd-Clowes, ne peut malheureusement pour eux pas défendre ses chances pour cause de disqualification de Matthew Rowley : ils terminent à la treizième et dernière place. Le lendemain, Alexandra Pretorius confirme son niveau avec le cinquième rang au saut d'essai du concours féminin, puis prend la tête du concours devant Daniela Iraschko et Coline Mattel, deuxièmes ex-aequo. Lors de la deuxième manche, elle est devancée par Jacqueline Seifriedsberger (première de la manche, troisième du concours) et Daniela Iraschko (deuxième de la manche et du concours), mais conserve la tête et remporte ce tout premier Grand-Prix féminin, pour sa première compétition de niveau mondial,.
Alexandra Pretorius prend ensuite la neuvième place du Grand-Prix d'Hinterzarten sur le tremplin Rothaus HS 108 le 17 août. Avec son équipe canadienne, ils se placent quatrième le lendemain sur le même tremplin.
Lors du troisième Grand-Prix Féminin 2012 le 22 septembre à Almaty sur un tremplin HS 106, Alexandra Pretorius ne se hisse qu'à la onzième place du premier saut ; elle est deuxième lors de la deuxième manche, pour finalement monter sur le podium à la troisième place derrière Sara Takanashi et Katja Požun. Même résultat le lendemain pour Pretorius dans un concours remporté également par Takanashi, avec Irina Avvakumova qui prend la seconde place. Alexandra Pretorius remporte finalement la deuxième place du classement final de cette première saison de Grand-Prix féminin, pour sa toute première saison internationale de saut à ski.

### Coupe du Monde 2012
À la suite de ses bons résultats de l'été, Alexandra Pretorius fait partie des quelques favorites pour la coupe du monde féminine de saut à ski 2012-2013. Elle n'est toutefois pas parmi les meilleures sauteuses lors des premiers entraînement le 23 novembre 2012 à Lillehammer, pas non plus lors du concours par équipe mixte (10e de son groupe sur 13). Son équipier Matthew Rowley est ensuite disqualifié comme en août à Courchevel, malheureusement pour l'équipe canadienne composée également de Taylor Henrich et Mackenzie Boyd-Clowes. Le lendemain, elle est quinzième lors de l'épreuve de qualification, puis est disqualifiée à son tour après la première manche du concours.
Lors de l'épreuve suivante à Sotchi sur le tremplin olympique RusSki Gorki, Alexandra Pretorius échoue à se qualifier pour la deuxième manche, elle est 31e à deux dixièmes de points derrière Melanie Faisst. Elle ne marque les premiers points de sa saison hivernale 2012-2013 que le lendemain avec une place de quinzième.

### Grand-Prix 2013
Alexandra Pretorius, très attendue après ses victoires surprises à Couchevel en 2012 et à Hinterzarten pour l'ouverture de la saison estivale 2013 ne peut défendre ses chances lors du Grand-Prix le 15 août 2013 à Courchevel : elle se blesse gravement au genou lors d'une séance d’entraînement préliminaire à ce Grand-Prix, ce qui va jusqu'à compromettre sa participation aux Jeux olympiques de 2014.

## Palmarès

### Championnats du monde
| Épreuve / Édition | Val di Fiemme 2013 |
| Individuel        | 34e                |

### Coupe du monde
- Première participation le 24 novembre 2012 à Lillehammer (disqualifiée à la première manche).
- 1 top 10 en janvier 2013.

#### Classements généraux annuels
| Année | Rang |
| 2013  | 26e  |

### Grand Prix
- Première participation dès l'épreuve inaugurale du 15 août 2012 à Courchevel.
- Meilleur résultat : 1re au concours féminin de Courchevel le 15 août 2012 et à Hinterzarten le 26 juillet 2013.
- Meilleur classement général : 2e de la saison 2012.

### Coupe Continentale
- Première participation le 8 septembre 2012 à Lillehammer (8e).
- Meilleur résultat :
  - Sixième le 9 septembre 2012 à Lillehammer.